# Slovenski partizani
Slovenski partizani (uradno ime Narodnoosvobodilna vojska in partizanski odredi Slovenije, kratica NOV in POS) so bili oborožene sile pod vodstvom Osvobodilne fronte, ki so se med drugo svetovno vojno na Slovenskem borile proti okupatorjem in protirevolucionarnim enotam. Sprva so bile samostojne, z reorganizacijo vseh partizanskih oboroženih sil na področju Jugoslavije pa so se podredili Vrhovnemu štabu Narodnoosvobodilne vojske in partizanskih odredov Jugoslavije kot slovenski del Narodnoosvobodilne vojske in partizanskih odredov Jugoslavije. NOV in POS je načeloval Glavni štab Narodnoosvobodilne vojske in partizanskih odredov Slovenije. Ob koncu druge svetovne vojne so bili NOV in POS razpuščeni ter vključeni v Jugoslovansko armado, ki je bila ustanovljena 1. marca 1945.

## Organizacija
NOV so sestavljale slovenske partizanske divizije in slovenske partizanske brigade. Brigade so bile osnovne samostojne taktične vojaške enote, ki so delovale na celotnem področju Slovenije. POS (partizanski odredi slovenije) pa so delovali na teritorialnem principu (le na območju, s katerega so prihajali pripadniki odreda).

### Čete
Narodnoosvobodilna vojska se je leta 1941 in 1942 v skladu s Partizanskim zakonom najprej organizirala v četah, ki so se imenovale po krajih ali pokrajinah, kjer so delovale. Četa je bila sestavljena iz vodov, čete pa so se združevale v bataljone in brigade. Bataljonu in brigadi sta poveljevala komandant, ki je imel vojaške naloge, in komisar, ki mu je pripadalo kulturno in politično delo. Ponekod so nižje častnike volili partizani sami, komandante in komisarje pa je imenovalo glavno oz. vrhovno poveljstvo slovenskih partizanskih čet. Čete so nastajale po načrtu OF in KPS, najprej okrog industrijskih središč. Leta 1941 je bilo na Slovenskem preko 30 samostojnih čet, ki so se ponekod združevale v bataljone. 15 čet so razbili zaradi izdaje ovaduhov ali so bile razpuščene. Spomladi 1942 so se čete preuredile v partizanske odrede in skupine odredov, posamezne samostojne čete pa so nastajale tudi pozneje. Čete so bile nastanjene po gozdovih, redno so menjale svoje tabore (v senikih, lovskih kočah, zapuščenih stavbah, zemljankah, šotorih). Na javkah so se borci dobivali z aktivisti OF, ki so jih oskrbovali z informacijami in hrano.

### Odredi
Partizanski odredi so nastali po sklepu Vrhovnega štaba narodnoosvobodilnih partizanskih odredov Jugoslavije, imena so dobili po pokrajinah delovanja. Na osvobojenem ozemlju v Ljubljanski pokrajini so odredi oteževali Italijanom izhod iz postojank. Med italijansko ofenzivo so iz odredov nastale prve štiri slovenske brigade, odredi pa so potem prevzeli zaščitne, mobilizacijske in oskrbne naloge. Aprila 1943 je bilo osem odredov. Ob italijanski kapitulaciji septembra 1943 se je število odredov povečalo. Iz njih so nastajale brigade, ki so se posvečale borbenim ciljem. V drugi polovici 1944 je bilo 18 partizanskih odredov. Delovali so na obrobju osvobojenih ozemelj in tam, kjer brigade niso mogle delovati. V pričakovanju izkrcanja zaveznikov v Dalmaciji so odrede na Primorskem ukinili in borce vključili v brigade. V Brdih in Beneški Sloveniji je Operativni štab za zapadno Primorsko ustanovil štiri bataljone, ki so delovali na način odredov.
Ob koncu vojne je bilo na ozemlju Slovenije 13 odredov, vključenih v korpuse. V 7. korpusu so bili tankovski, Belokranjski, Notranjski, Dolenjski, v 9. korpusu Jeseniško-bohinjski, Škofjeloški in dva mornariška, v 4. operativni coni Kozjanski, Kamniško-zasavski, Kokrški, Lackov in Koroški odred.
Grupe odredov je Glavno poveljstvo slovenskih partizanskih  čet oziroma Glavni štab NOV in POS oblikovalo aprila 1942:
- Prva grupa odredov: Gorenjski in Koroški odred
- Druga grupa odredov: Zahodna Štajerska, tj. Savinjski in Pohorski odred (iz 1. partizanske Štajerske brigade)
- Tretja grupa odredov: Dolenjski in Notranjski odred
- Četrta grupa odredov za Vzhodno Štajersko ni bila ustanovljena

26. junija 1942 se je 3. grupa odredov preformirala tako, da je vsebovala Dolomitski, Krimski, Kočevski in Loški odred; Belokranjski, Zapadnodolenjski in Krški odred pa so se združili v Peto grupo odredov, dokler ni bila 26. 8. 1942 v veliki italijanski ofenzivi ukinjena. Septembra 1943 je deloval štab Južne grupe odredov (Kočevskega in Vzhodnoštajerskega), septembra 1944 pa Koroška grupa odredov. 28. 2. 1945 so iz Kamniško-Zasavskega, Kozjanskega in Lackovega odreda formirali Štajersko grupo odredov in jo 7. aprila ukinili.

### Bataljoni in brigade
Prvi partizanski bataljoni so nastali na podlagi Partizanskega zakona: avgusta 1941 Cankarjev (Gorenjski), Kamniški, Storžiški, septembra Krimski in Štajerski (na Pugledu pod Ljubljano), decembra Prešernov bataljon (v Zgornjesavski dolini) in Šercerjev bataljon (na Kožljeku), vendar se je čez zimo 1941/42 ohranil samo Cankarjev bataljon. Spomladi 1942 so bataljoni delovali v vstaji na Dolenjskem.
Bataljoni so se združevali v brigade. iz 1. proletarskega udarnega bataljona Toneta Tomšiča je nastala Tomšičeva brigada, drugod je brigade tvorilo troje do pet bataljonov. Jeseni 1943, ko je kapitulirala Italija, se je število bataljonov povečalo, pridobili so tudi težko oborožitev, imeli so vode za zvezo, kolesarske, konjeniške, obveščevalne vode.  Proti domačim nasprotnikom so delovali bataljoni VOS OF, ki so bili v prvi polovici 1944 preurejeni v bataljone VDV (Vojske državne varnosti, pozneje preimenovani v bataljone Narodne obrambe). Po delovanju so bili bataljoni jurišni, transportni, zaščitni, inženirski, mornariški, za zvezo itd.

### Divizije in korpusi
Več brigad je skupaj z enotami za zaščito sestavljalo divizijo. Slovenski diviziji sta bili Štirinajsta in Petnajsta divizija NOV in POJ, ustanovljeni 13. 7. 1943. 3. okt. 1943 se jima je pridružila Osemnajsta divizija in skupaj z njima tvorila Sedmi korpus NOV in POJ. Korpusi so delovali od 1942 do 1945, ko so se preoblikovali v armade. Korpus so sestavljale do štiri divizije in več odredov, skupaj okrog 20.000 borcev. Korpusi so delovali v zaključnih akcijah za osvoboditev.
Divizije, brigade in odredi so bili povezani v dva korpusa.

## Zavezniške vojaške misije
Prvi predstavniki zavezniških vojska so v Slovenijo prišli junija 1943 v sklopu britanske vojaške misije, ki jo je vodil kanadski major William Jones. Ta misija se je po odhodu Williama Jonesa preoblikovala v angloameriško, ki jo je vodil ameriški oficir, kapetan James Goodwin. Kasneje se je misija ločila na britansko in ameriško.
Misija Rdeče armade je iz vrhovnega poveljstva NOV in POJ prišla 18. marca 1944 pod vodstvom polkovnika Nikolaja Patrahaljceva, češkoslovaška pa 5. januarja 1945. Jeseni 1944 je bilo v Sloveniji 69 članov britanske in ameriške ter 13 članov sovjetske misije.
Člani misij so bili razporejeni na glavnem poveljstvu NOV in PO Slovenije, Centralni vojno-partizanski bolnici v kočevskem Rogu, štabu 9. korpusa, štabu 4. operativne cone, Koroškem odredu ... Vojaške misije so opravljale različne naloge. Mednje spadajo: spoznavanje taktike in organizacije OF in NOV in PO Slovenije, dostavljanje obveščevalnih podatkov glavnemu štabu NOV in POS (podatki o načrtih okupatorja in velikih akcijah in premikih proti slovenskemu ozemlju, podatki o načrtih Zaveznikov) in organiziranju paketov pomoči Narodnoosvobodilnemu gibanju Slovenije.

## Sodelovanje slovenskih partizanov in zaveznikov
Sodelovanje slovenskih partizanov in zavezniških sil je v večji meri pomenilo odmetavanje zavezniške pomoči partizanom, kasneje pa tudi zdravljenje ranjencev v osvobojenih delih Italije. Partizani pa so zavezniškim vojakom, predvsem tistim, ki so strmoglavili z letalom, pomagali pri rešitvi in vrnitvi v svoje domovine oziroma najbližja zavezniška oporišča. Zavezniški vojaki so bili veseli, če so prišli v roke partizanom, saj so jih domobranci in drugi sodelavci okupatorja izročili Nemcem. Pri Nemcih pa jih je čakalo sprva izpraševanje, mučenje in kasneje največkrat smrt.
Spuščanje paketov pomoči je bilo povezano z delovanjem zavezniških misij na področju Jugoslavije in njihovim povezovanjem z Vrhovnim štabom NOV in PO Jugoslavije, ki ga je vodil Josip Broz-Tito. Pošiljanje same pomoči pa je bilo odvisno od pripravljenosti spuščališč, letališč, vremenom in sovražno dejavnostjo okupatorja in njegovih sodelavcev. Na Slovenskih tleh se je razvilo več letališč in spuščališč.
Partizanske bolnišnice kljub vrhunski organizaciji niso bile kos zelo velikemu številu ranjencev. V začetku maja 1944 so zavezniki sporočili Vrhovnemu štabu, da so zavezniška letala pripravljena na odvoz ranjencev, a dokler v Jugoslaviji ne bo zagotovljenih primernih letališč, ustrezne signalizacije in varnosti za pristajanje letal, letala ne bodo prišla. Zato so se pospešeno lotili pripravljanja letališč. Letališča so bila večinoma na poljih, ki so jih partizani, civilno prebivalstvo in vsi drugi udeleženci NOGa utrdili in ustrezno označili z baklami, tako, da so bila spremna za pristajanje letal. V času NOB so v Sloveniji nastala naslednja letališča:
- letališče Nadlesk (letališče je bilo vneseno v vse zavezniške pilotske karte pod imenom Picadilly club)
- letališče Otok ( letališče v zavezniških mapah označeno kot Picadilly hope-EK-B1)
- letališče Krasinec ( letališče v zavezniških mapah označeno kot Picadilly hope A)
- letališče Pri Mlaki
- letališče Rečica

Nastalo je veliko število spuščališč, vendar nekaterih niso nikdar uporabili, na nekaterih pa so tovor prestregli Nemci, Italijani oz. njuni sodelavci.

## Prisega
Slovenski partizani so ob vstopu v vojaške enote prisegali. Besedilo partizanske prisege, določene s Partizanskim zakonom iz julija 1941, se glasi:
Jaz, partizan osvobodilne ljudske armade slovenskega naroda, ki se ob boku slavne Delavske-Kmečke-Rdeče Armade Sovjetske Zveze ter vseh ostalih za svobodo borečih se narodov borim za osvoboditev in združitev slovenskega naroda, za bratstvo in mir med narodi in med ljudmi, za srečnejšo bodočnost delovnega ljudstva, prisegam pred svojim narodom in svojimi sobojevniki, da bom oddal vse svoje sile in vse svoje sposobnosti osvobodilni stvari slovenskega naroda, delovnega ljudstva in vsega naprednega človeštva v sveti vojni proti fašističnim tlačiteljem in barbarom; da ne bom zapustil partizanskih vrst, v katere sem prostovoljno in zavestno vstopil, in ne da bi odložil orožja do popolne zmage nad fašističnimi okupatorji, do popolnega uresničenja velikega osvobodilnega cilja slovenskega naroda. Prisegam, da bom za te velike osvobodilne cilje s svojo krvjo branil čast in nedotakljivost naše partizanske zastave in da bom, če bo to potrebno, žrtvoval tudi svoje življenje. Za svobodo v boj!

## Število dejavnih borcev
Čeprav je imelo gibanje ob začetku vojne v javnosti solidno podporo, je bilo število borcev vseskozi majhno in se je občutno povečalo šele v zadnjem stadiju vojne, ko je postala zmaga zaveznikov verjetnejša. Avgusta leta 1941 je bilo 700–800 borcev,  ob koncu leta 1941 naj bi jih bilo 2000, septembra 1943, neposredno pred kapitulacijo Italije pa 5500.
Nekoliko drugačne številke navaja Slovenski zgodovinski atlas (2011). Poleti 1942 naj bi bilo slovenskih partizanov okoli 5300, število takrat ustanovljenih vaških stražarjev pa 400. Tik pred kapitulacijo Italije 1943 je število partizanov ostalo enako, skokovito pa je naraslo število borcev v protikomunističnih enotah, ki jih je bilo takrat (vključno s slovenskimi pripadniki Kraljeve vojske v domovini) 6200. Jeseni 1943, takoj po kapitulaciji Italije, uničenju slovenskih četnikov pri Grčaricah in padcu Turjaka, je število partizanov s prisilnimi mobilizacijami naraslo na 20.000.  V bojni formaciji je ostalo 3000 članov vaških stražarjev, slovenski četniki pa so bili praktično uničeni. Preživeli člani protikomunističnih enot so organizirali Slovensko domobranstvo, ki je imelo na vrhuncu 17.000 pripadnikov,  število partizanov pa se je do poletja 1944 povečalo na  30.000. Pozimi 1944/1945 je število slovenskih partizanov doseglo vrhunec z 38.000 pripadniki, ob praktično nespremenjenem številu protikomunističnih enot.
V prvih desetletjih po vojni so navajali nekoliko večje število pripadnikov slovenskih partizanskih enot: 1000 leta 1941, 19.000 leta 1942, 21.000 leta 1943, 25.000 leta 1944 in 40.000 leta 1945.
Po podatkih iz končnega poročila Inštituta za novejšo zgodovino o mrtvih med drugo svetovno vojno je med vojno padlo ali bilo ubitih 32.642 partizanov in njihovih terenskih sodelavcev ter aktivistov iz sedanjih meja Slovenije.

## Kontroverze
Okupator je zato, da bi izpeljal svoje okupacijske cilje, ki so bili etnocid in genocid slovenskega naroda, kar dokazujejo Hitlerjev ukaz Naredite mi to deželo spet nemško, prepoved slovenske besede v času fašizma, poitalijančevanje imen na Primorskem, koncentracijska taborišča ter krematorij Rižarna v Trstu organiziral tudi kolaboracinistične vojne enote kot sta bela garda ali MVAC in domobranska vojska pa tudi posebne enote, katerih cilj je bil sprožiti sovraštvo pri ljudeh do partizanov. Med temi so bile tako imenovane protibande in raztrganci, ki so se izdajale za partizane. Te enote so izvedle številne zločine, ki so jih njihovi časopisi pripisali pravim partizanom.

### Dogovori z okupatorjem
Partizani so po kapitulaciji fašistične Italije sodelovali z italijanskimi vojaškimi enotami pri napadu na Turjak in končnem obračunu s protikomunističnimi vaškimi stražami. V tej bitki so izurjeni italijanski topničarji odločilno pripomogli k zavzetju turjaškega gradu, Vodstvo NOB je sklenilo s poveljstvom italijanskih okupacijskih sil dogovor, po katerem se je v zameno za predajo težkega orožja in za pomoč pri obračunu s protikomunističnimi enotami italijanski vojski zagotovil varen umik s slovenskega ozemlja. Ta dogovor je omogočil nekaterim italijanskim vojaškim poveljnikom (Mario Roatta, Mario Robotti, Emilio Grazioli), ki bi sicer morali odgovarjati za vojne zločine nad slovenskim civilnim prebivalstvom v Ljubljanski pokrajini, da so se umaknili v Italijo.

### Likvidacije domačih nasprotnikov
Po raziskavi  Inštituta za novejšo zgodovino so slovenske partizanske enote v času med 1941 in 1945 povzročile najmanj 4200 od skupaj 33.450 smrtnih žrtev med civilisti.  Partizanski poboji takoimenovanih narodnih sovražnikov in domačih izdajalcev, za katere sta se uporabljala izraza justifikacija in likvidacija, so bile utemeljene v partizanskem kazenskim sodstvu. Usmrtitve so bile izvedene na podlagi Odloka Slovenskega narodnoosvobodilnega  odbora (SNOO) o zaščiti slovenskega naroda z dne 16. septembra 1941. Odlok je glede postopka zoper osumljenca navajal: "Postopanje je naglo, ustno in tajno. Posebno zaslišanje krivca ni potrebno ... Proti sodbi sodišča ni pritožbe. Kazen se izvrši takoj, na način in po osebah, ki jih določi sodišče."

### Likvidacije političnih nasprotnikov in Romov
Leta 1942 naj bi partizani na območju Ljubljanske pokrajine pobili vsaj 20 družin, ki so bile nastrojene proti narodnoosvobodilnemu boju pod vodstvom Komunistične partije. Med najbolj znane primere sodijo poboj 10 članov družine Mavsar iz Praproč pri Šentrupertu na Dolenjskem, poboj 8 članov družine Hudnik iz Dobrove pri Ljubljani, poboj Jakopinove družine iz Ponove vasi pri Grosupljem, družine Kozina iz Zapotoka pri Sodražici, Kolenčeve družine iz Brezovice pri Mirni, družine Zavodnik iz Bistrice pri Šentrupertu, družine Gruden iz Ulake pri Velikih Laščah.
Preventivna likvidacija Romov na Dolenjskem in v Beli Krajini naj bi preprečila, da bi Romi Italijanom izdajali podatke o gibanju partizanskih enot. Po poročilu štaba Šercerjevega bataljona z dne 18. maja 1942 je ta enota pobila skupino 56 Romov.  61 Romov so 19. julija 1942 zajeli belokranjski partizani v Kanižarici pri Črnomlju, pobili pa domnevno v Draginji vasi.

## Število padlih
Med 2. svetovno vojno je v boju padlo okoli 28.000 partizanov, v primerjavi z okoli 14.000 protikomunističnih borcev. Spomin na padle partizane in pobite talce obeležuje okrog 4000 partizanskih obeležij, žrtve domobrancev pa popisujejo farne spominske plošče.